# مقاطعة برعو
مقاطعة برعو (بالصومالية: Degmada Burco)‏ إحدى مقاطعات محافظة توغدير في وسط أرض الصومال، عاصمتها برعو.

## نظرة عامة
تضم المقاطعة بعض أكبر أسواق الماشية، والمعروفة باللغة الصومالية باسم Seylad، في القرن الأفريقي، إذ أن أعداد الماشية التي تُباع فيه تصل إلى 10000 رأس من الأغنام والماعز يوميًا في أسواق برعو ويِروي، ويُشحن الكثير منها إلى دول الخليج العربي، عبر ميناء بربرة. ويصل إنتاجها إلى أسواق جميع أنحاء القرن الأفريقي.

## المدن التابعة للمقاطعة
- برعو
- ور عمران
- بلّيطدج
- يِروي
- بير
- دبق أباد
- جامع ليبان
- قوريالي
- أودانلي
- قلّوعن
- ورتا شَعَبي
- كيريت

## روابط خارجية
- الخريطة الإدارية لمقاطعة برعو